# Karl Gellings
Karl Joseph Gellings (Uedem, 20 maart 1892 – Rotterdam, 7 augustus 1959) was een Nederlands edelsmid, keramist en ontwerper van Duitse afkomst.

## Leven en werk
Geboren in Uedem bij Düsseldorf en opgeleid aan de Kunstgewerbeschule in Keulen, werkte Gellings van 1928 tot zijn overlijden in 1959 als siersmid en vormgever in Rotterdam. Hij ontwierp en vervaardigde gebruiksvoorwerpen, meubelen, kunstvoorwerpen en architectonische onderdelen zoals trapleuningen en deurpartijen.
Tot de bekendste werken van Gellings horen de spuitkronen van de fonteinen op het Rotterdamse Hofplein en de sculptuur op de toren van het Oogziekenhuis. Ook het siersmeedwerk in het Holbeinhuis is van zijn hand.
In 1929 ging Gellings werken in opdracht van de NV Kennemer Potterij te Velsen 1929/32, die sinds enkele jaren een snelle groei doormaakte en steeds meer aardewerk in serie ging produceren. Met zijn vooruitstrevende ontwerpen voor objects d'art, decoratieve vazen en (dier)plastieken introduceerde hij er een nieuwe plastische vormentaal met een expressionistisch kleurenpalet in de stijl van de Amsterdamse School. De strakke lijnen van Gellings' ontwerpen werkten door in het minder exclusieve geglazuurde "crisisaardewerk" dat in de jaren 1930 werd gemaakt.
In 1939 werd Gellings genaturaliseerd tot Nederlander. Hij overleed op 67-jarige leeftijd en werd begraven in zijn geboortestad Uedem.

## Familie
Gellings trouwde op 27 oktober 1926 te Rotterdam met Paulina Apon. Hij is de vader van scheikundige Paul Johann Gellings en modeontwerper Cargelli (Carl Gellings). Zijn kleinzoon Paul Gellings, stadsdichter van Zwolle, schreef in enkele museale publicaties en op websites over het werk van zijn grootvader. In zijn dichtbundel Het oog van de egel uit 1990 staat het gedicht De vier seizoenen van de smid. Voor Karl Gellings.
Na een bezoek van zijn kinderen en kleinkinderen aan het Museum Kennemerland in 2008 schonken zij het kinderbed dat de kunstenaar voor hen had ontworpen aan het museum. Het ledikant staat opgesteld naast de vitrines met het aardewerk van zijn hand.